# Quatorzième circonscription de la préfecture de Saitama
La quatorzième circonscription de la préfecture de Saitama (埼玉県第14区, Saitama-ken dai-jūyon-ku) est l'une des seize circonscriptions législatives que compte la préfecture de Saitama au Japon.

## Description géographique
Entre 1994 et 2013, la quatorzième circonscription de la préfecture de Saitama regroupait les villes de Yashio, Misato et Satte et le district de Kita-Katsushika ainsi que, à partir de 2002, la ville de Yoshikawa,.
Entre 2013 et 2022, elle comprenait les mêmes unités administratives ainsi qu'une partie des villes de Kasukabe et Kuki.
Depuis 2022, elle correspond aux villes de Sōka, Yashio et Misato.

## Députés
| Législature | Début de mandat | Fin de mandat | Député élu                | Parti politique | Parti politique |
| ----------- | --------------- | ------------- | ------------------------- | --------------- | --------------- |
| 41e         | 1996            | 2000          | Yatarō Mitsubayashi (ja)  |                 | PLD             |
| 42e         | 2000            | 2003          | Takashi Mitsubayashi (ja) |                 | PLD             |
| 43e         | 2003            | 2005          | Takashi Mitsubayashi (ja) |                 | PLD             |
| 44e         | 2005            | 2009          | Takashi Mitsubayashi (ja) |                 | PLD             |
| 45e         | 2009            | 2012          | Jō Nakano (ja)            |                 | PDJ             |
| 46e         | 2012            | 2014          | Hiromi Mitsubayashi (ja)  |                 | PLD             |
| 47e         | 2014            | 2017          | Hiromi Mitsubayashi (ja)  |                 | PLD             |
| 48e         | 2017            | 2021          | Hiromi Mitsubayashi (ja)  |                 | PLD             |
| 49e         | 2021            | 2024          | Hiromi Mitsubayashi (ja)  |                 | PLD             |
| 50e         | 2024            | -             | Yoshihiro Suzuki (ja)     |                 | PDP             |